# Ergosterol
O ergosterol é um esterol que é precursor da Vitamina D2. É transformado em viosterol por acção da luz ultravioleta e que depois é convertido em ergocalciferol, que é uma forma de vitamina D. 

## Fungos
O ergosterol é um componente da membrana celular dos fungos e alguns protozoários, exercendo funções semelhantes às do colesterol em células animais. A presença do ergosterol em membranas celulares de fungos, em conjunção com a sua ausência em membranas celulares de animais, tornam-no um alvo útil para a acção de drogas antifúngicas.
Sendo um precursor da Vitamina D2.

## Protistas
O ergosterol é também utilizado como fluidificador nas membranas celulares de alguns protistas, tal como o tripanossoma e o hematococo assim também são vulneráveis à drogas antiergosterol.

## Anti-ergosterol
A anfotericina B é um agente antifúngico que tem como alvo o ergosterol. Liga-se ao ergosterol e cria um poro polar nas membranas. Isto faz com que íons e diversas moléculas saiam da célula, provocando a sua morte. É usado apenas em emergências, por ser muito tóxico e causar muitos efeitos colaterais. Alguns "azóis" como Miconazol, itraconazol e clotrimazol também inibem a síntese de ergosterol, mas a partir do lanosterol.